# Tiers paysage

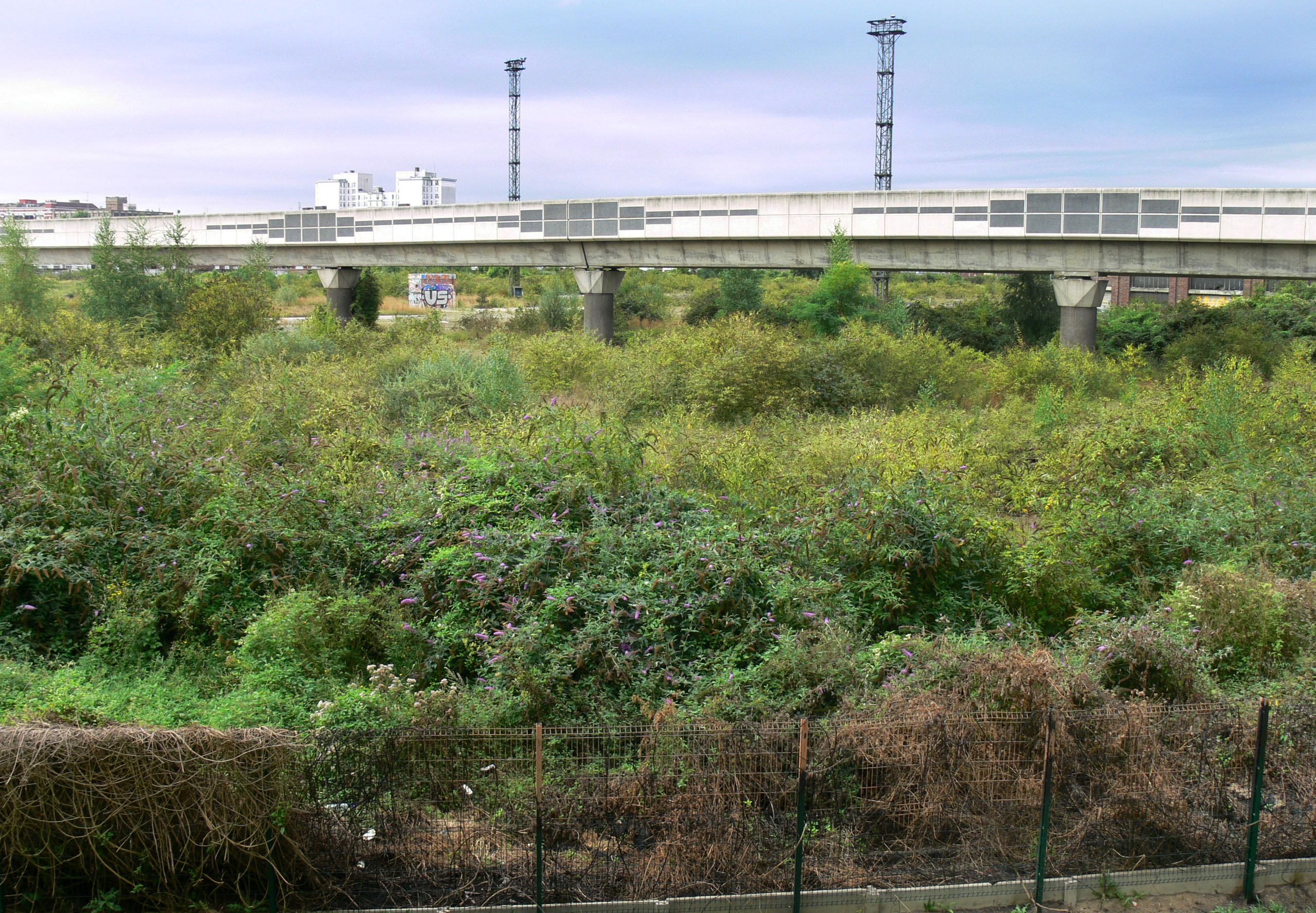
Une friche industrielle (ici la gare Saint-Sauveur à Lille), espace délaissé, favorise le retour de la biodiversité floristique et faunistique.

Le Tiers paysage est un concept créé par le paysagiste français Gilles Clément, afin de désigner l'ensemble des espaces qui, négligés ou inexploités par l'homme, présentent davantage de richesses naturelles sur le plan de la biodiversité que les espaces sylvicoles et agricoles.

## Origine et définition
Gilles Clément a d'abord élaboré ce concept au cours d'une analyse paysagère menée en Limousin, pour le Centre international d'art et du paysage de Vassivière, avant de l'exposer dans son livre Manifeste pour le Tiers paysage, publié en 2004. Il se situe dans le prolongement de ses théories du jardin en mouvement et du jardin planétaire. « Le Tiers-Paysage – fragment indécidé du Jardin Planétaire – désigne la somme des espaces où l’homme abandonne l’évolution du paysage à la seule nature. » 

Selon son auteur, l'expression ne se réfère pas au tiers monde mais au Tiers État dans l'Ancien Régime, c'est-à-dire à la partie la plus nombreuse mais la moins privilégiée de la population par rapport au clergé et à la noblesse. Gilles Clément cite ainsi le pamphlet publié par l'abbé Sieyès en 1789 :
« Qu'est-ce que le Tiers État ? – Tout. Qu'a-t-il fait jusqu'à présent ? – Rien. Qu'aspire-t-il à devenir ? –
Quelque chose. »

Les portions de territoire relevant du Tiers paysage – « friches, marais, landes, tourbières, mais aussi les bords de route, rives, talus de voies ferrées, etc. » – sont, en effet, également en marge du pouvoir mais présentent en fait une diversité biologique bien supérieure aux espaces davantage soumis à l'anthropisation, en d'autres termes plus entretenus et maîtrisés par les activités humaines, comme les champs et les forêts.

## Application et fortune

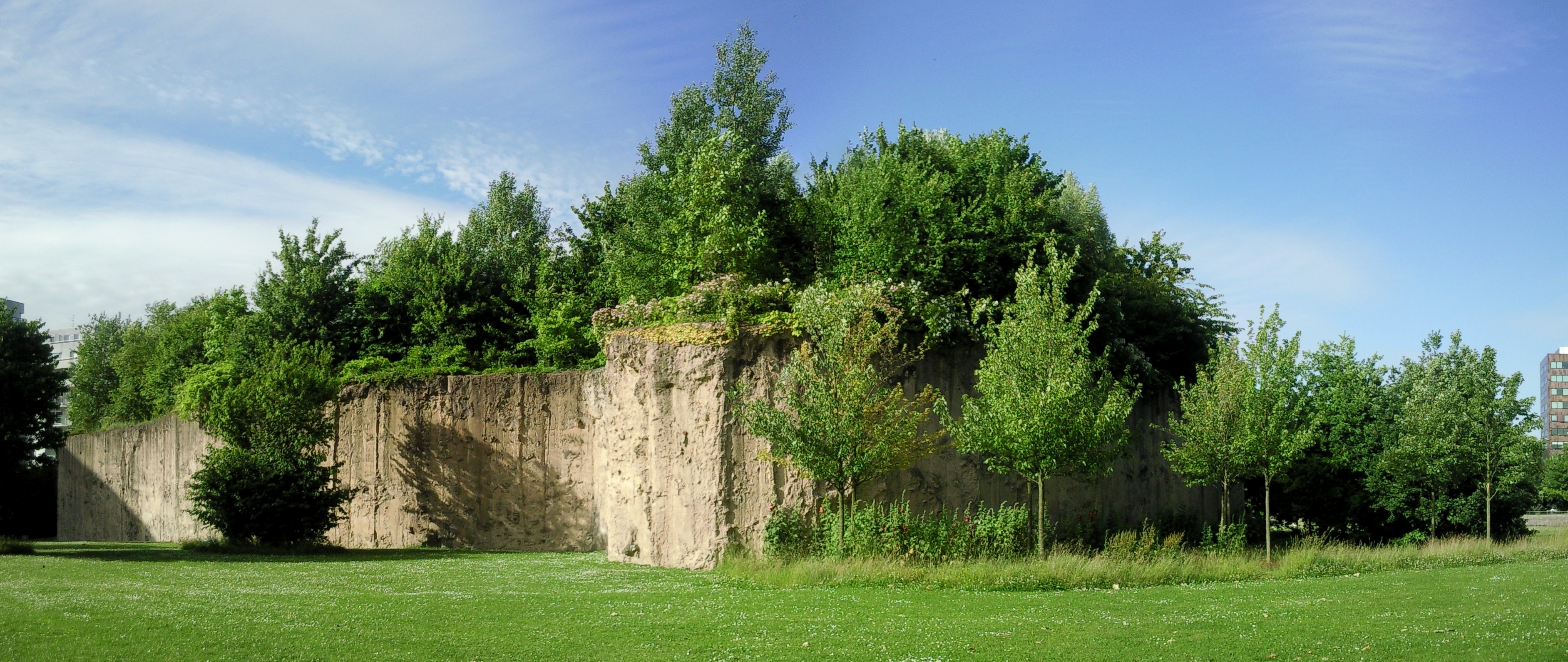
L'île Derborence au parc Henri-Matisse de Lille

Ce concept s'inscrit dans le « projet politique d’écologie humaniste » que défend Gilles Clément : en valorisant ainsi des espaces habituellement considérés comme négligeables, la théorie du paysagiste invite les décideurs et les concepteurs à ne pas intervenir sur certaines portions d’aménagements. 
Gilles Clément a lui-même appliqué cette idée au parc Henri-Matisse de Lille, avec la plantation d'arbres livrés à eux-mêmes sur un haut socle en béton, baptisé l’île Derborence, par allusion à Derborence, réserve suisse inaccessible, où la forêt s’est installée sur un énorme éboulis provoqué au XVIIIe siècle. Le projet des jardins du Tiers-paysage, réalisés à Saint-Nazaire sur le toit de l'ancienne base des sous-marins, est un autre exemple parlant de concrétisation du concept.
« Objet d’une méditation féconde sur le rapport entre sauvage et apprivoisé », le Tiers paysage donne lieu à une réflexion chez divers spécialistes du paysage et de l'environnement, en France mais aussi en Italie, où le Manifeste pour le Tiers paysage a été traduit dès 2005.
Les écologues scientifiques ont mis au point un concept proche, celui de « biodiversité ordinaire ». 

## Galerie

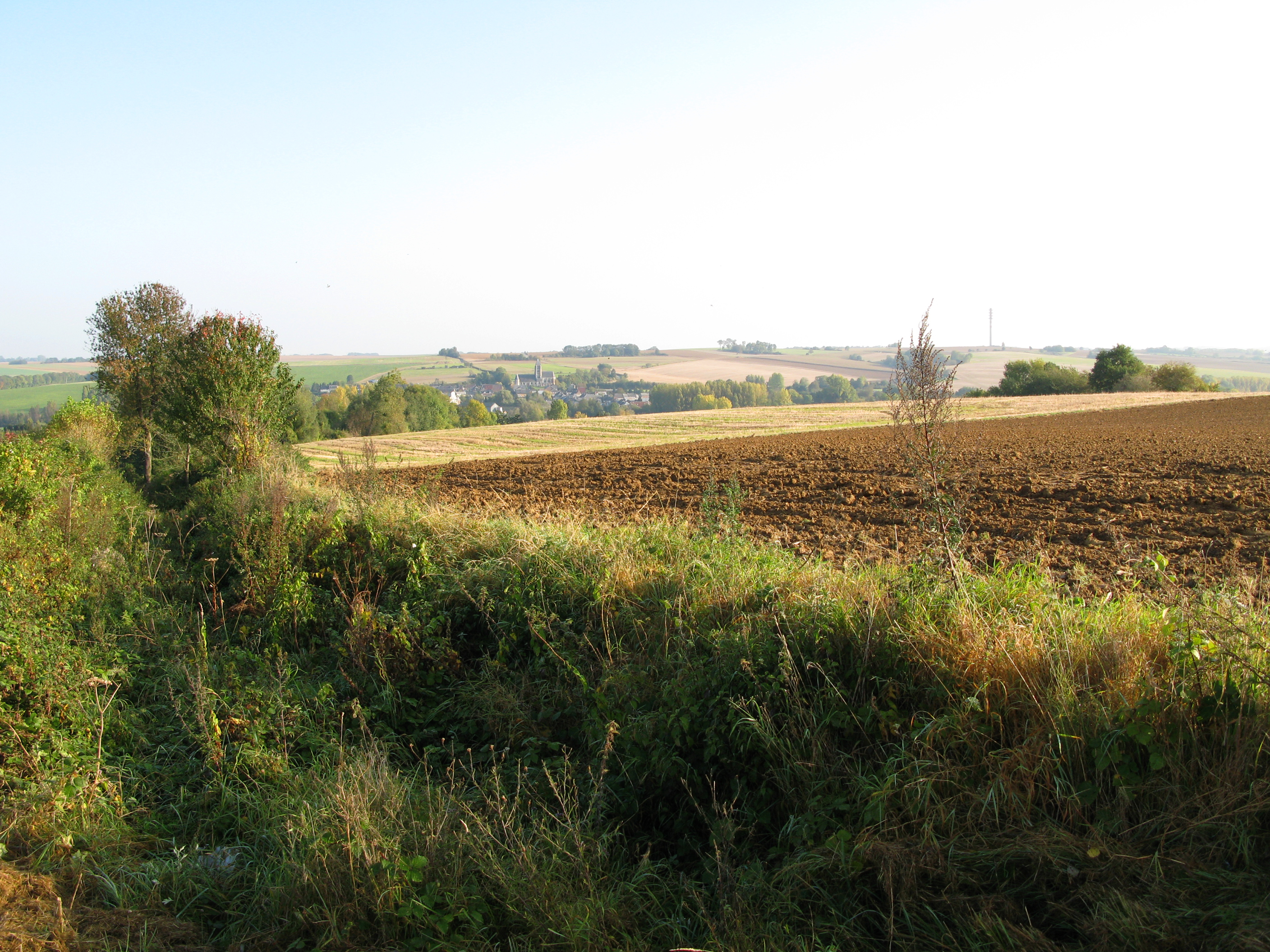
Un fossé en Thiérache
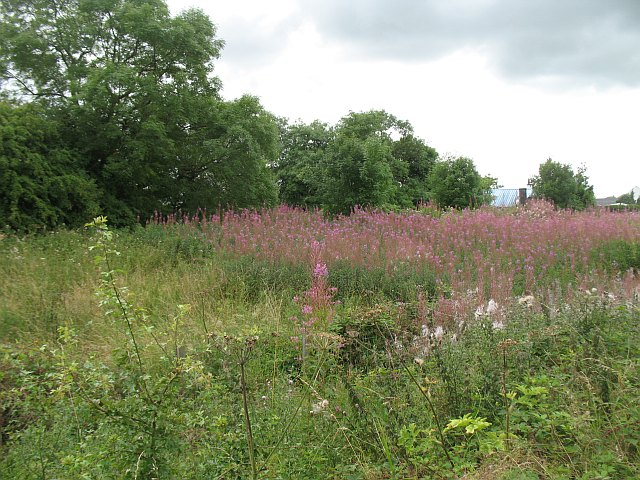
Friche agricole en Angleterre
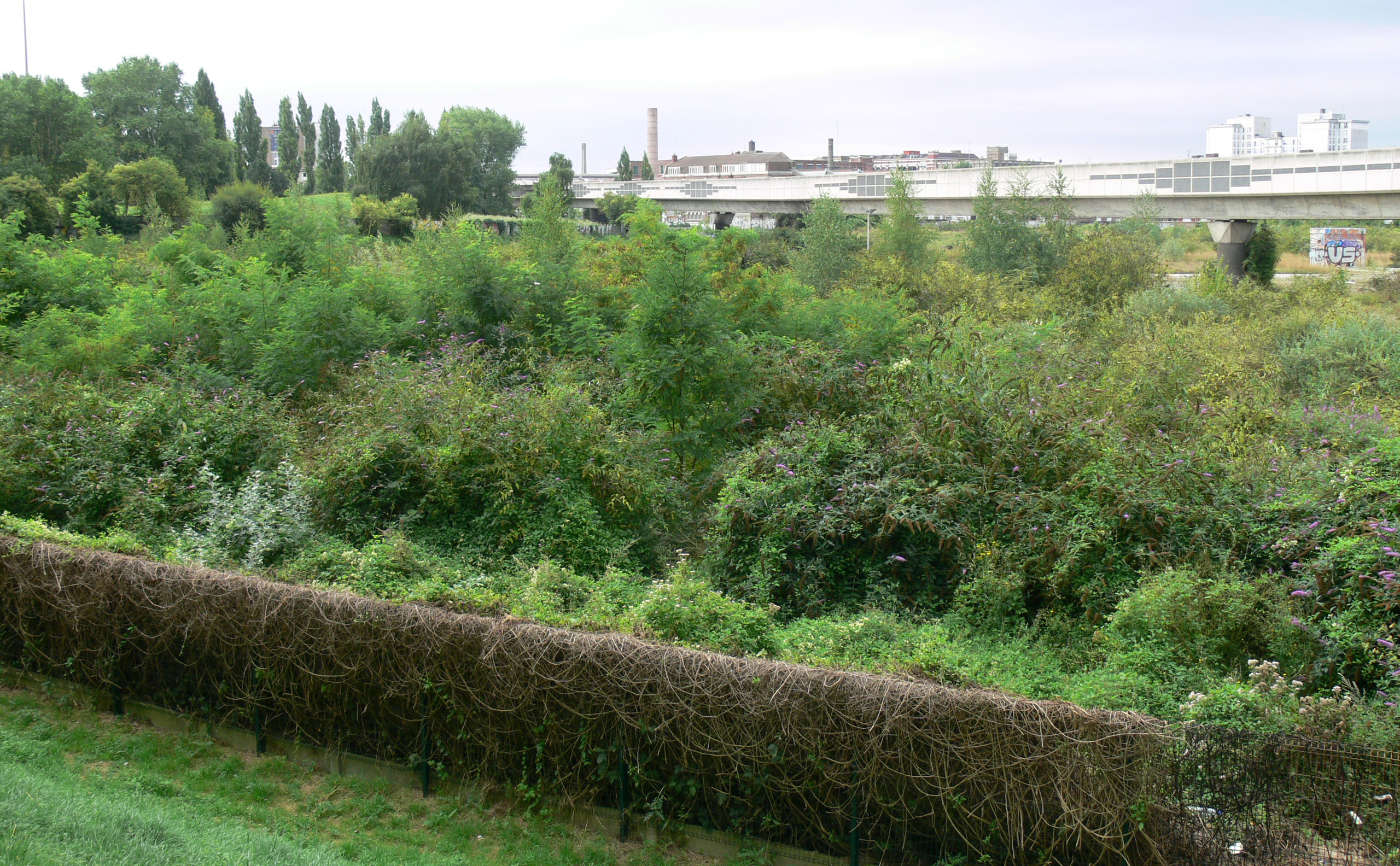
Friche industrielle à Lille
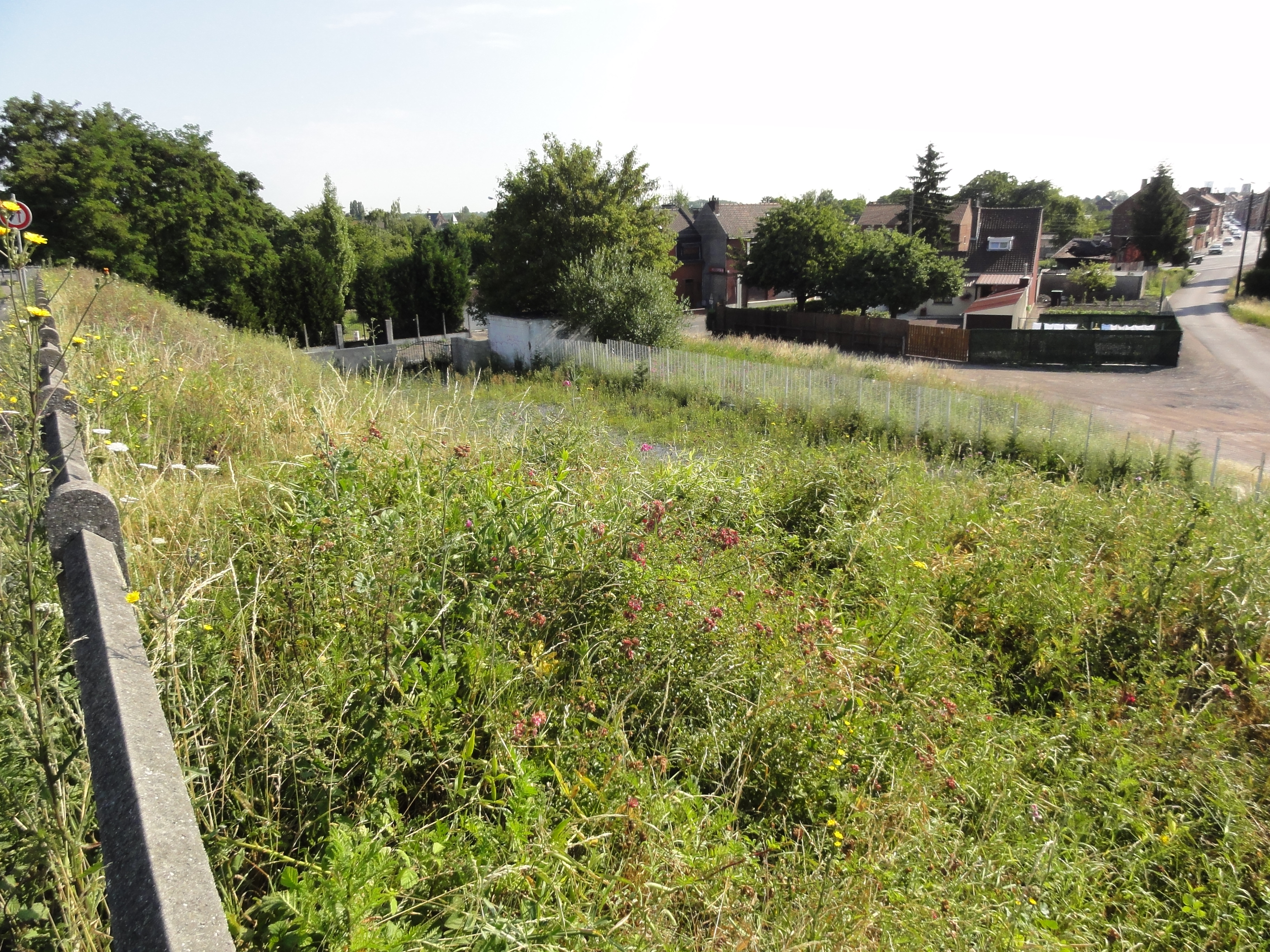
Un ancien terril de Somain colonisé